# John A. Janovec
John A. Janovec (1925. július 9. - 1945. május 16.) amerikai katona. 
A 101. légi szállítású hadosztály 506. ejtőernyős gyalogezred 2. zászlóalj E (Easy) századánál szolgált második világháború idején.
Janovecet az HBO Band of Brothers minisorozatában Tom Hardy alakította.

## Élete a világháború előtt
Janovec 1925 július 9-én született Chicagóban. 
Apja Anton Janovec, édesanyja Suzie.
4 lánytestvére volt. (Bessie Triska, Wilma Motis, Irene Baker és Antoinette).

## A világháborúban
Janovecet a Market Garden hadművelet előtt rendelték az egységhez. Nem látott sok harcot.
Egyszer Speirs kapitány elkapta egy német nővel szexelni, aki úgy döntött, hogy figyelmen kívül hagyja a dolgot.
Később, amikor egy Németországon áthaladó konvojban utaztak Janovec egy hírt közölt George Luz őrmesterrel arról, hogy miért harcolnak a németekkel, és azt idézte, hogy "Úgy tűnik, a németek rosszak", ami arra késztette a szarkasztikus Luzt, kiparodizálja őt Frank Perconte őrmesternek.

## Halála
Janovec egy autóbalesetben vesztette életét, miután David Webster közlegény váltotta őt, mikor egy útkereszteződést őriztek és ellenőrizték az elhaladó német civilek és katonák papírjait.
Az Illinois államban található Woodlawn temetőben temették el.

## Forrás
- John Janovec élete. (Hozzáférés: 2023. május 1.)
- Janovec life. (Hozzáférés: 2023. május 1.)